# End of Night
«End of Night» (en español: Fin de la noche) es una canción de la cantante inglesa Dido. La canción fue publicada el 5 de mayo de 2013 como segundo sencillo de su cuarto álbum de estudio Girl Who Got Away (2013). La canción fue compuesta por Dido Armstrong y Greg Kurstin.

## Antecedentes
La elección del sencillo se realizó a través de Twitter por la propia Dido bajo el hashtah #endofnight.

## Remezclas
Vince Clarke de Erasure y Cedric Gervais se hicieron cargo de las remezclas.

## Lista de canciones
| Descarga digital |                |          |  |
| N.º              | Título         | Duración |  |
| 1.               | «End of Night» | 3:58     |  |

| Sencillo en CD |                                       |          |  |
| N.º            | Título                                | Duración |  |
| 1.             | «End Of Night» (Radio Edit)           | 3:27     |  |
| 2.             | «End Of Night» (JR Mix)               | 3:41     |  |
| 3.             | «End Of Night» (Vince Clarke Remix)   | 6:04     |  |
| 4.             | «End Of Night» (Cedric Gervais Remix) | 5:52     |  |

## Créditos y personal
- Escrita por Dido Armstrong y Greg Kurstin.
- Producida por Greg Kurstin.
- Mezclada por Greg Kurstin.
- Ingeniería por Greg Kurstin.
- Ingeniería adicional por Jessie Shatkin.
- Grabada en Echo Studios, Los Ángeles.
- Voces por Dido.
- Teclados y programación por Greg Kurstin.
- Masterizada por Tom Coyne en Sterling Sound.

Créditos adaptados de las notas de Girl Who Got Away.

## Posicionamiento en listas
| Listas (2013)                               | Posición |
| ------------------------------------------- | -------- |
| Bélgica (Flandes) (Ultratip Bubbling Under) | 38       |
| Bélgica (Valonia) (Ultratip Bubbling Under) | 14       |
| Corea del Sur (Gaon International Chart).   | 18       |

## Historial de lanzamientos
| Región      | Fecha             | Formato          | Discográfica              |
| ----------- | ----------------- | ---------------- | ------------------------- |
| Reino Unido | 5 de mayo de 2013 | Descarga Digital | Sony Music Entertainment. |